# Xã Spring Hill, Quận Drew, Arkansas
Xã Spring Hill (tiếng Anh: Spring Hill Township) là một xã thuộc quận Drew, tiểu bang Arkansas, Hoa Kỳ. Năm 2010, dân số của xã này là 850 người.